# Rivolta del Tricolore di Pieve Fosciana

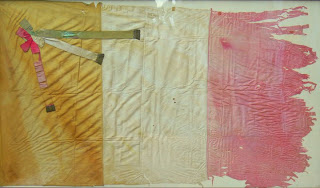
Il primo tricolore della Toscana sventolò a Pieve Fosciana, famiglia del Dott. Iacopo Pierotti, 1831, adesso di proprietà della famiglia Pesetti di Castelnuovo di Garfagnana.

La rivolta del Tricolore è un'insurrezione avvenuta tra il 6 e l'8 maggio 1831 a Pieve Fosciana, nel Ducato di Modena e Reggio, nell'ambito dei moti del 1830-1831. 
Nel 2011 è stata rinvenuta ed esposta al pubblico la bandiera originale che fu issata dagli insorti sulla rocca del paese.

## Eventi
Un piccolo paese toscano, Pieve Fosciana, situato nell'area della Garfagnana, nel 1831 fu protagonista, anche se per pochi giorni, di un moto rivoluzionario che attesta la diffusione anche in questa zona delle idee risorgimentali. L'adesione alle massime rivoluzionarie e agli ideali di libertà verrà pagato con la soppressione temporanea della Comunità e la sua annessione a quella di Castelnuovo dal punto di vista politico e, sotto il profilo giuridico, con condanne al carcere o all'esilio degli individui riconosciuti come sovversivi.

### Antefatti
Il territorio del ducato di Modena dopo il Congresso di Vienna, quando ad Ercole III era subentrato l'arciduca d'Austria Francesco IV, figlio di Ferdinando d'Austria (fratello dell'imperatore Giuseppe II) e di Maria Beatrice (ultima della casata d'Este), comprendeva prevalentemente l'Emilia, oltre l'Appennino, in Toscana, gran parte della Garfagnana, oltre le Alpi Apuane, Massa, Carrara e la Lunigiana estense.
Il clima introdotto dalla Restaurazione fece sì che anche qui lentamente si affermassero quelle idee che miravano ad un diverso assetto della società e una trama rivoluzionaria si era infiltrata nel ducato di Modena, nonostante la vigilanza austriaca e la dura repressione.

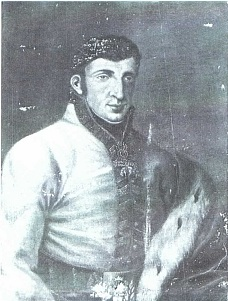
Il duca Francesco IV d'Austria-Este, olio su tela, autore sconosciuto, collezione privata

Già nei moti del 1821, a Modena, era stato arrestato don Giuseppe Andreoli, poi condannato a morte nel 1822; pure uno studente in legge di Pieve Fosciana, Andrea Amicotti (nato a Pieve Fosciana nel 1795, dottore in legge e cugino di Antonio Angelini), il 27 marzo 1821 venne arrestato, anche se poi prosciolto, con l'accusa di aver esternato “principj rivoluzionarj” ed [abbia] ascritto ad una pericolosa società parecchi giovani”.
Lo stesso Francesco IV, con l'obiettivo di diventare re del Piemonte, si era lasciato indurre fin dal 1826 da Enrico Misley a cospirare contro l'Austria. Verso la fine del 1830 il ruolo del Misley, trasferitosi a Parigi, fu assunto da un industriale di Carpi, Ciro Menotti, che aveva costituito comitati a Bologna, nelle Romagne, a Firenze, Parma, Mantova e si era proposto di formarne in ogni città italiana con la finalità di conseguire l'indipendenza, l'unità e la libertà della penisola, con capitale Roma e un sovrano da designare.
Tuttavia l'atteggiamento del duca era sempre rimasto ambiguo, poi prudente, quindi contrario alla congiura. Pertanto Ciro Menotti decise di procedere all'azione con un'insurrezione simultanea nel ducato, a Bologna e nelle Romagne, fissata per la notte fra il 5 e il 6 febbraio.
Il 3 febbraio 1831 il duca Francesco IV aveva fatto arrestare, a casa di Ciro Menotti a Modena, il dottor Nicola Fabrizi e altri esponenti della congiura anti-austriaca, che avrebbe dovuto sfociare nella sollevazione fissata tra il 5 e il 6 febbraio. I capi della rivolta, ritenutosi traditi dal duca, quella sera stessa si incontrarono nella casa di Ciro Menotti per anticipare l'azione, ma la casa fu circondata dai soldati di Francesco IV e, nonostante i tentativi di difesa, i congiurati, non riuscendo a resistere all'assedio, dovettero arrendersi. L'immediata impiccagione (il duca aveva fatto venire il boia da Reggio) dei prigionieri non ebbe seguito, perché il duca fuggì a Mantova la sera del 5, dando credito alla notizia invero infondata di una rappresaglia da parte dei rivoluzionari bolognesi, ma condusse con sé Ciro Menotti, che verrà impiccato con Vincenzo Borelli successivamente il 26 maggio 1831.

### Rivolta
Anche in Garfagnana i sentimenti liberali dettero origine a manifestazioni che raggiunsero il momento culminante a Pieve Fosciana tra il 5 e il 6 marzo, nonostante fosse stato previsto dal governo provvisorio modenese e dai liberali di Garfagnana una sollevazione nel capoluogo per la destituzione del governo estense e la sua sostituzione. Nell'alta Garfagnana il malumore si era particolarmente diffuso a Gragnana a causa delle tassazioni considerate eccessive e a Camporgiano per l'elevato prezzo del sale e la tassa personale da cui si voleva essere esentati. Tuttavia l'attività sovversiva era particolarmente significativa a Castelnuovo e a Pieve Fosciana.
L'avvocato Felice Spezzani, emissario del Governo Provvisorio, che verrà condannato in contumacia con sentenza della C.M. Stataria 19-6-1837 alla galera a vita come “reo di Lesa Maestà per aver assunto dal Governo Rivoluzionario il mandato di tentare la sollevazione in Garfagnana”, fu visto scendere da San Pellegrino a piedi "con il cavallo a mano"; il giorno 1 o 2 di marzo si era stabilito a Castelnuovo nell'“Osteria della Scala” di Alfonso Bertoletti con il compito affidatogli dal governo provvisorio modenese di coordinare l'attività sovversiva, tenere i contatti tra i rivoluzionari, illustrare notifiche e decreti del governo provvisorio modenese ai quali doveva uniformarsi anche la Garfagnana. Molti furono gli incontri avvenuti con personaggi locali, in particolare il venerdì 4 marzo, tra cui Agostino Vittoni e Raffaello Coli. La sera dello stesso giorno si tenne a Castelnuovo una cena e molti dei partecipanti erano “rivoluzionari”, tra cui il dottor Battista Togni di Rontano, il dottor Porta di Pieve Fosciana, il capitano Giovan Battista Vittoni e il fratello Agostino, comandante della milizia urbana della provincia, il brigadiere Ferretti dei Reali Dragoni, il sergente Roversi, il magazziniere dei Sali a Castelnuovo Raffaello Coli, il notaio Satti. Durante la cena si stabilirono i piani da seguire, si affermò che tutti i politici ducali sarebbero stati sostituiti; anche il governatore sarebbe stato rimosso se non avesse seguito il corso che le cose avevano preso a Modena e a Reggio, tanto che si fece il progetto di “unirsi al dr. Togni venti persone per condursi in Rocca inalberando la tricolore bandiera che già ne erano state recate tre in Castelnuovo e di prezzo, per le quali nella cena si erano tassati ognuno di quattro-cinque scudi”. Tuttavia tra le comunità della Garfagnana i rapporti non erano facili, tanto che il Togni nella cena sopra citata intervenne con la considerazione che “i pievarini avrebbero voluto possedere il vanto di qui e spiegar essi il vessillo della rivolta, della quale proposizione avea sdegno che torto avrebbe apportato ai castelnuovesi”. Un'altra testimonianza afferma che “… quei paesani non fidandosi de' Castelnovesi tra i quali è sempre valsa una certa antipatia volevano far agire nelle loro mire piuttosto l'alta Garfagnana e che contassero in proposito molto sul fisico dottor Angiocchi di Casatico (…) che il medico o almeno iniziato all'estero ne' studi di medicina giovine Amicotti (Nicolao) unitamente ad un Pierotti (Iacopo di Sebastiano, detto poi Iacopetto) gli dissero essere questi cittadini vigliacchi, e che non avrebbero operato come si dovea. Essi designarono a reggere ordine di cose il prefato Angiocchi, Agostino Vittoni, non che il sindaco di Vergemoli Saverio Girolami e fors'anco l'avv. Battista Raffaelli, i quali ultimi due erano di fatto all'oscuro di un tale disegno”.
In data 5 marzo 1831 il governatore della provincia convocò una riunione, su richiesta del governo provvisorio di Modena, per decidere se adeguarsi o meno alla nuova situazione.
Nella mattinata dello stesso giorno a Castelnuovo circolavano inusitatamente molte persone; si vedevano “i pievarini tener conferenze, piccoli gruppi, complotti”, si diceva che “se non deliberavano presto si sarebbe veduta la bandiera”.
In realtà nella riunione con il overnatore si prese tempo e una delegazione, della quale facevano parte Cirillo Cilla e Agostino Vittoni, venne inviata a Modena per discutere in modo più dettagliato sulla situazione in cui si sarebbe trovata la Garfagnana col nuovo assetto politico; l'idea della delegazione non fu da tutti condivisa e molti erano favorevoli ad un'azione immediata finalizzata alla destituzione del governo estense.

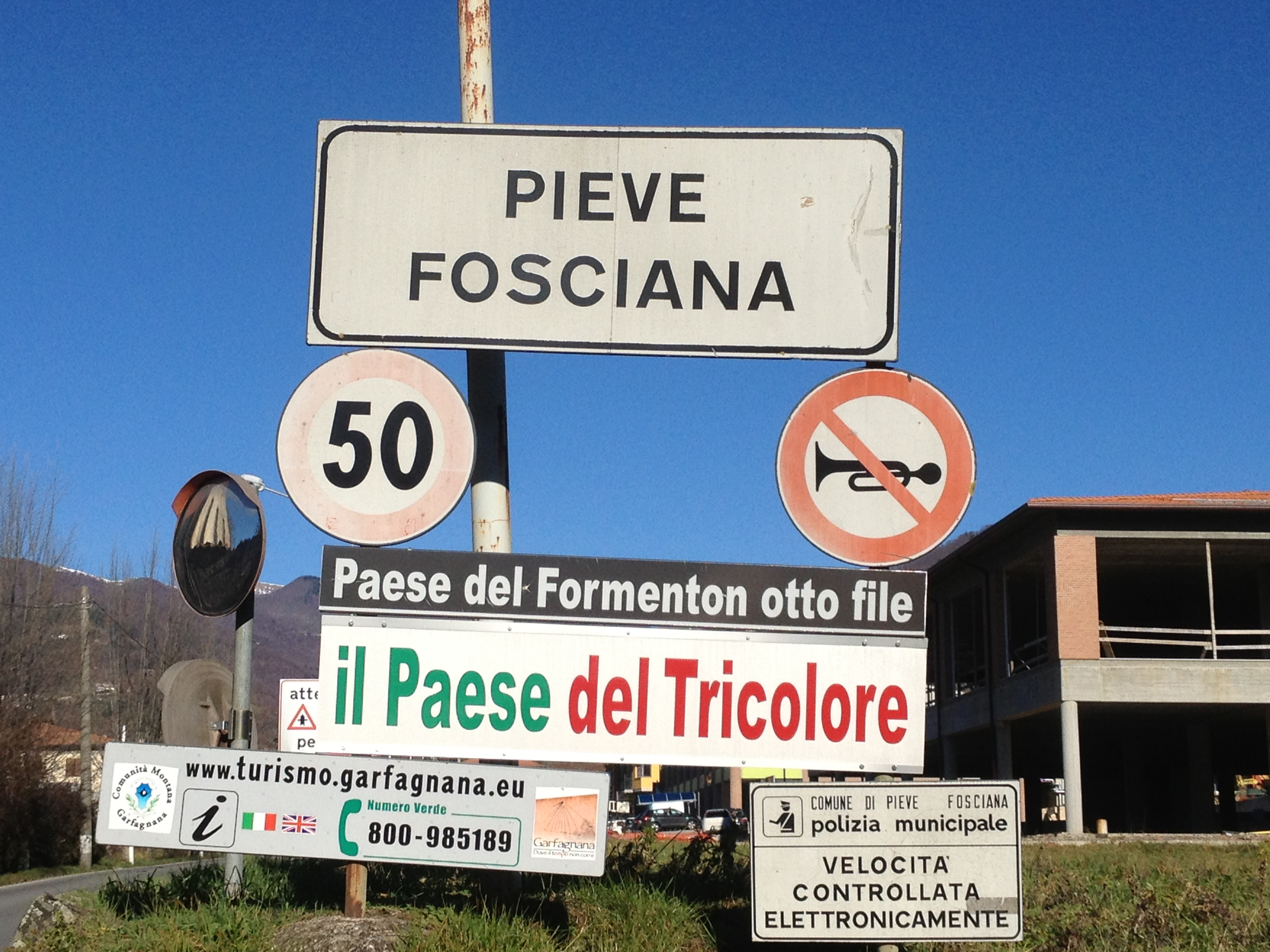
Cartello di Pieve Fosciana recante la dicitura "Il Paese del Tricolore", apposto il 17 marzo 2011 in occasione del 150º anniversario dell'Unità d'Italia

La sera del 5 marzo a Pieve Fosciana uomini come Nicolao Amicotti, Lorenzo Grilli, Battista Tognarelli, Antonio Angelini, Pietro Mariani, Felice Azzi contribuirono a rendere l'atmosfera particolarmente animata, discutendo sull'andamento delle cose, tanto che il sindaco ritenne opportuno far rimuovere e porre in sicurezza lo stemma di S.A.R. Verso le dieci dello stesso giorno ebbe inizio la sollevazione con l'esposizione della bandiera tricolore sulla facciata della Casa Comunale, dove sventolò fino alle ore dieci pomeridiane del giorno martedì 8; la bandiera era sorvegliata da due uomini armati con fucili sottratti alla sezione dei vigili urbani e la coccarda «bianca, rossa e verde» sul berretto militare.
La domenica del 6 marzo vennero nominati i nuovi amministratori nelle figure di Giuseppe Giovannetti e Antonio Pierotti; per tutta la giornata si festeggiò anche con la partecipazione dei liberali castelnovesi più in vista, mentre nel vicino paese del Sillico si tentava una analoga azione di rivolta.
Il sindaco in carica Cristoforo Torriani nello stesso giorno 6 marzo inviò al governatore ducale Salinguerra Torello un rapporto sull'accaduto: “Con mio sommo rincrescimento sono in dovere di partecipare all'E. V. che nella notte dal 5 al 6 corr. Diversi giovani di questa Pieve senza mia intelligenza, e di loro arbitrio hanno innalzata alla casa della Comune la bandiera tricolore, alla quale montano la guardia, essendosi impossessati dei fucili appartenenti a questa frazione Urbana. In questo stato di cose (…), prego l'E.V. a volere dare in proposito quelle disposizioni che riterrà opportune nella sua saggezza”. Di contro il governatore dette ordini perentori come la sospensione, decretata con una disposizione governativa nº 3952 del 10 marzo 1831, della sezione dei vigili, che a partire dal 1º aprile sarà “cancellata dai ruoli per cattiva condotta. Questi individui vanno a cessare dal privilegio loro concesso come militari rientrando nello stato di borghesi”. Inoltre si ingiunse al capitano Vittoni, comandante la compagnia urbana della provincia di Castelnuovo, di prelevare da suddetta sezione tutto ciò che le era di pertinenza; al sergente Roversi in data 16 marzo verranno consegnati 15 fucili completi, 15 giberne e portagiberne, 13 portabaionette, 2 sciabole e portasciabole, 15 mostrine, pantaloni di panno bianco e ghette di panno nero, 15 scakoy completi, 11 pomponi nuovi e quindici vecchi, 45 cartucce a palla e 15 pietrefocaie. In un ulteriore dispaccio del governatore si richiedevano al sindaco informazioni su chi avesse commesso l'infrazione della Sezione dei Vigili e innalzato la bandiera, sul comportamento di alcuni individui come Giovanetti Michelangelo, Angelini Domenico, Pierotti Andrea, Tortelli Giuseppe, Poli Andrea. Nella risposta il sindaco testimoniava rincrescimento per l'accaduto, ma affermava di non poter risalire ai responsabili dell'azione sovversiva, in quanto il fatto era avvenuto di notte a sua insaputa; inoltre giustificava in vario modo l'operato delle persone segnalate.

### Epilogo
Nel frattempo il duca, essendo rientrato a Modena in data 9 marzo 1831, chiese notizie più circostanziate sui fatti accaduti in Garfagnana. In questo frangente la Comunità di Pieve Fosciana, intimorita dalla piega che le cose avrebbero potuto prendere, “riferisce al Governatore la gioia provata da questa Comunità, anche con pubbliche dimostrazioni, pel fausto e glorioso ritorno dell'Amato Sovrano, e chiede il permesso di spedire a [Modena una deputazione per umiliare ai piedi dell'Augusto Sovrano i sensi della sua infinita devozione”.
Le misure prese dal duca furono rigide; egli richiese ai sindaci i nomi dei sovversivi, in modo da poter liberare la provincia dalla presenza di coloro che avevano sposato le idee rivoluzionarie, come attestato dalla circolare inviata dal governatore della provincia della Garfagnana alla comunità di Pieve Fosciana: “S. A. R. l'Augusto nostro Sovrano volendo possibilmente purgare la sua pro.cia della Garf.na da quei pochi soggetti, che pel manifestato loro attaccamento alle massime rivoluzionarie potrebbero guastare altri, con Venet.mo Chirografo a me diretto in data 23 corrente, incarica tutte le Comuni e i Sindaci rispettivi, nonché il Podestà di Castelnuovo d'indicare riservatamente al Governo i Soggetti compromessi, o sospetti su tal proposito, per prendere poi quelle misure che la R.A.S. crederà più opportune (…)”. Dispose poi la soppressione, da rendere operativa dopo il 30 giugno, della comunità di Pieve Fosciana e la sua aggregazione a Castelnuovo di Garfagnana: ”S. A. R. l'Augusto Nostro Sovrano con Venerato Chirografo del giorno di ieri, prescrive che «ferma restante la massima già adottata di aggregare cotesta Comune a quella di Castelnuovo, ne sia sospeso l'effetto fino al 30 giugno prossimo per darsegli allora esecuzione, ammenoché cotesta Comune non mandi via stabilmente, e si liberi permanentemente di tutti gl'Individui, che più o meno contribuirono alla sollevazione della Comune stessa e all'innalzamento della bandiera tricolore, e dei quali la comune dovrà essere purgata interamente se vuole rimeritarsi la Grazia Sovrana».
Il sindaco, pur conoscendo gli avvenimenti e i nomi delle persone coinvolte, continuava ad essere evasivo e affermava di non poter intervenire “non conoscendo con indubitata certezza gli individui, che commisero sì dispiacente trascorso” e anzi chiedeva a S.E. il Governatore “(…) Ella perdoni l'ardire, a supplicare l'E.V. d'indicare alla medesima i nomi di coloro che per l'esecuzione del Sovrano Decreto dovrebbe mandar via perpetuamente, e interamente”.
Il governatore Torello, nella consapevolezza che il sindaco non voleva compromettere coloro che erano implicati nella vicenda, rispose in modo perentorio: “In replica al rapporto delle SS.VV. del 30 aprile scorso, n.114, non posso dispensarmi dall'osservare loro, che trattandosi nella massima parte di cose pubbliche, e notorie, non può riuscire tanto malagevole l'evasione del sovrano Decreto del 1 detto Mese, per prevenire l'aggregazione di cotesta Comune a quella di Castelnuovo. E siccome «corre stretto obbligo» all'amministrazione di corrispondervi nel più esatto modo, così potranno le SS.VV. «valersi di confidenti», se occorrano, «mediante qualche retribuzione sui fondi Comunali».
Di fatto in un successivo comunicato del governatore alla Comunità di Pieve Fosciana si diceva «che per ora non troviamo di dovere revocare la disposizione data relativamente alla Comune di Pieve Fosciana, che vogliamo prima bene convincerci, che sia «non temporaneamente, ma permanentemente purgata» da tutti li cattivi soggetti, che vi promossero l'attentato di ribellione». In effetti con il decreto dell'8 luglio 1831 n°1689 la soppressione sarà attuata e il sindaco destituito dalle sue funzioni:“Con Sovrano Decreto emanato al Cattajo sotto il giorno 8 corrente, n.1689 S.A.R. ha ordinato che si eseguisca l'aggregazione della soppressa Comune di Pieve Fosciana con quella di Castelnuovo, come fu antecedentemente disposto. Invito perciò le SS.VV. a consegnare gli atti del proprio ufficio alla Comunità di Castelnuovo, e a cessare dalle funzioni sin qui sostenute”.
Bisognerà attendere il 1833 per vedere ripristinata l'autonomia della Comunità di Pieve Fosciana. In un documento di Francesco IV al governatore Torello si legge: “Sui replicati ricorsi e proteste degli abitanti della Pieve Fosciana di fedeltà e rincrescimento delle passate vicende, ci siamo determinati a rimettere, ma solo per ora, in modo provvisorio, la soppressa Comune di Pieve Fosciana dal 1º gennaio prossimo venturo 1833, con che lontani dalla Comune tutti gli individui compromessi per opinioni politiche nell'occasione dell'ultima rivolta di Modena. Ma il Sindaco e gli Anziani verranno nominati dal Governatore”.
Il 2 gennaio 1833 nel Comune di Pieve Fosciana venne insediata la nuova amministrazione:“Radunati nella solita residenza Comunale li Sig.ri Felice Azzi, Sindaco, Giuseppe Torriani e Giuseppe Giovannetti, Anziani «tutti nominati da S.E. il Sig. Conte Governatore della Garfagnana con individuale Dispaccio della stessa data e numero, col quale notifica il Veneratissimo Chirografo di S.A.R. l'Augusto nostro Sovrano in data 30 novembre u. s. n. 6812, portante la riprestinazione della già soppressa Comune di Pievefosciana a contare dal 1º gennaio 1833”.